# Прудки (Знаменский район)
Прудки — деревня в Знаменском районе Тамбовской области. Входит в состав Покрово-Марфинского сельсовета.

## История
В 1996 г. деревни Новоникольское, Прудки и посёлок Тюменевский-2-й, объединены в единый пункт с наименованием деревня Прудки.

## Население
| 2010 |
| ---- |
| 98   |